# L'Homme-sœur
L'Homme-sœur est un roman de Patrick Lapeyre publié le 15 janvier 2004 chez P.O.L. et ayant obtenu le Prix du Livre Inter la même année.

## Éditions
- L'Homme-sœur, éditions P.O.L, 2004  (ISBN 2867449863).